# Franz Hampl
Franz Hampl (* 8. Dezember 1910 in Bozen; † 30. Oktober 2000 in Innsbruck) war ein österreichischer Althistoriker.

## Leben und Wirken
Franz Hampl, Sohn eines österreichischen Offiziers, der 1914 fiel, und einer Meraner Mutter, wuchs in Schwarzenberg in Vorarlberg auf. Er studierte in Leipzig, wo sein Onkel Hans Driesch Professor war, Frankfurt und Kiel und wurde 1934 an der Universität Leipzig mit der Dissertation Der König der Makedonen promoviert. Anschließend erhielt er in Leipzig eine Assistentenstelle bei Helmut Berve, habilitierte sich 1937 mit einer Arbeit über Die griechischen Staatsverträge des 4. Jahrhunderts v. Chr. und erhielt 1939 eine Hochschuldozentur. Am 3. Februar 1939 beantragte er die Aufnahme in die NSDAP und wurde rückwirkend zum 1. Dezember 1938 aufgenommen (Mitgliedsnummer 6.444.652). Zu Beginn des Zweiten Weltkrieges wurde Hampl eingezogen und verbrachte den Rest des Krieges als Offizier. Einen Ruf an die Universität Gießen nahm er zwar an, konnte aber seine Lehrtätigkeit wegen des Kriegsdienstes nie ausüben. Als die Universität Gießen 1945 vorübergehend geschlossen wurde, war Hampl arbeitslos. 1946 ging er als Ordinarius an die neu gegründete Universität Mainz. Bereits 1947 wurde er Professor für Alte Geschichte an der Universität Innsbruck und blieb in dieser Position bis zu seiner Emeritierung 1978. Sein Nachfolger wurde sein Schüler Reinhold Bichler.
Hampl befasste sich besonders mit makedonischer und römischer Geschichte, antikem Staatsrecht, Religionsgeschichte, Mythologie, antiker und moderner Historiografie sowie Geschichtstheorie und antiken Kulturkontakten. Ihm wurde 1992 der Tiroler Landespreis für Wissenschaft verliehen.

## Schriften (Auswahl)
- Alexander der Große. Muster-Schmidt, Göttingen/Zürich 1958, 3. Auflage, 1992.
- mit Ingomar Weiler: Kritische und vergleichende Studien zur Alten Geschichte und Universalgeschichte. Innsbruck 1974.
- mit Robert J. Mayrhofer: Frühgeschichtliche Bauernrennfeuer im südöstlichen Niederösterreich. Arbeitsbericht über die Grabungen 1950 und 1955 und naturwissenschaftlich-technologische Untersuchungen der Grabungsfunde. Deuticke, Wien 1958.